# 萬慶
萬慶（1662年九月—十二月），是大越国后黎朝神宗黎维祺的复辟后第四个年号，共计四个月。永寿五年九月，神宗不豫，改元萬慶。萬慶元年九月廿二，神宗崩。十一月，黎玄宗即位，翌年改元景治。鄭主兼大元帥總國政為弘祖西定王鄭柞。

## 纪年
| 萬慶 | 元年   |
| 公历 | 1662年 |
| 干支 | 壬寅   |